# Орс (река)
Орс — река в России, протекает по Орловской области. Левый приток реки Нугрь.

## География
Река Орс берёт начало у посёлка Великоленинский. Течёт на восток. Впадает в Нугрь у юго-западной границы города Болхов. Устье реки находится в 40 км от устья Нугри. Длина реки составляет 30 км, площадь водосборного бассейна — 174 км².

## Данные водного реестра
По данным государственного водного реестра России относится к Окскому бассейновому округу, водохозяйственный участок реки — Ока от города Орёл до города Белёв, речной подбассейн реки — бассейны притоков Оки до впадения Мокши. Речной бассейн реки — Ока.
Код объекта в государственном водном реестре — 09010100212110000018650.